# Cabinet des modes

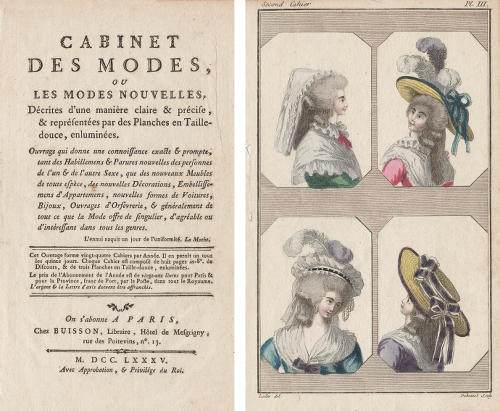
Page de titre du Cabinet des modes (2e cahier, Paris, 1785), planche III, gravure de A. B. Duhamel.

Le Cabinet des modes ou les Modes nouvelles est un périodique de mode français qui paraît du 15 novembre 1785 au 1er novembre 1786. Chaque numéro est accompagné de planches illustrées en couleurs. 
La revue continue à paraître sous un nouveau titre à partir du 20 novembre 1786, Le Magasin des modes nouvelles françaises et anglaises, jusqu'en 1789. Enfin, il devient Le Journal de la mode et du goût, de 1790 à 1793.
Les planches de la période 1785-1786 sont dessinées par Claude-Louis Desrais.
Bien que des journaux comme le Mercure galant, le Cabinet des nouvellistes, et la Galerie des modes et costumes français aient traité de la mode avant le Cabinet des modes, ce dernier est considéré comme le premier magazine de mode,.
Le directeur du journal est Jean-Antoine Le Brun, dit Lebrun-Tossa. L'éditeur est le libraire Buisson, établi à l'hôtel de Mesgrigny, 13 rue des Poitevins à Paris.